# Beat Streuli

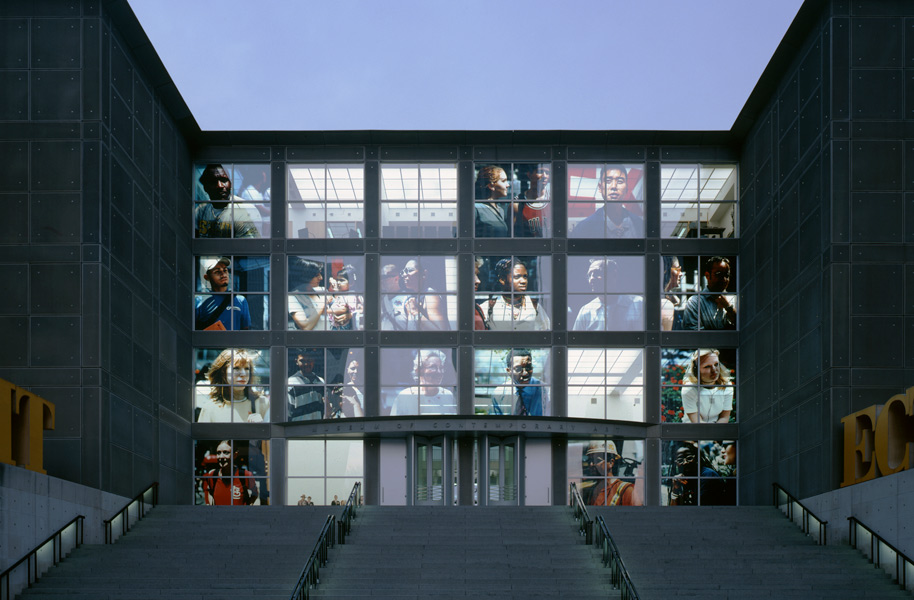
'Chicago Portraits July 99' instalacja okienna, Muzeum sztuki współczesnej w Chicago, 1999

Beat Streuli (urodzony 19 sierpnia 1957 w Altdorf (Uri)) jest szwajcarskim artystą wizualnym uprawiającym fotografię, film i instalacje multimedialne. Wykonane przez niego zdjęcia, filmy, jak również monumentalne instalacje okienne wystawiane są w muzeach i galeriach całego świata. Stałe wystawy jego instalacji zobaczyć można w centrum lotniczym Lufthansy, na lotnisku we Frankfurcie, budynku Politechniki Federalnej w Zurychu, w Palais de Tokyo w Paryżu, na lotnisku w Dallas.

## Życiorys
Od 1977 do 1983 uczęszczał do szkół rysunku w Bazylei i Zurychu, a potem do Hochschule der Künste w Berlinie, gdzie mieszkał do 1987 roku. Następnie był stypendystą Cité des Arts i Fondation Cartier w Paryżu (1985/86, 89 i 92), Istituto Svizzero w Rzymie (1988/89), w Londynie (1997) i P.S. 1 Contemporary Art Center w Nowym Jorku (1993).

Następnie mieszkał i pracował w wielu miastach, między innymi w Nowym Jorku, Sydney, Zurychu, Brukseli i Düsseldorfie.

## Twórczość

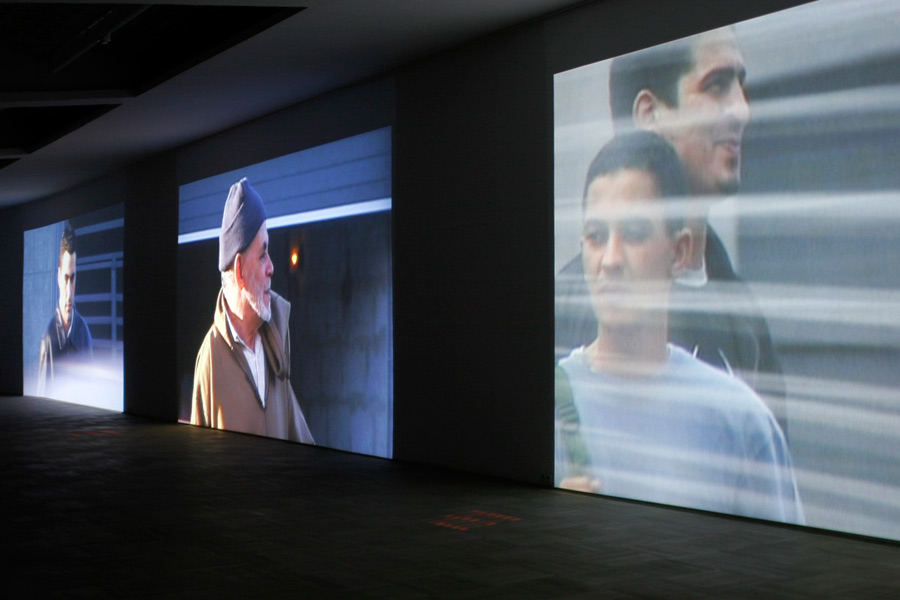
'Porte de Flandre / Bruxelles 05', ekrany instalacji w galerii 'Bunkier Sztuki, Kraków, 2006

Beat Streuli jest znany jako twórca portretów ulicznych przedstawiających anonimowych mieszkańców wielu miast na całym świecie począwszy od Sydney, poprzez Tokio do Aten i Nowego Jorku.
Jego fotografie systematycznie utrwalają zwykłych przechodniów podążających ulicami, zajętych swoimi codziennymi sprawami. Sednem jego twórczości jest obraz zróżnicowania tłumu jako głównego składnika kulturowej dynamiki współczesności i ukazanie miejsca jednostki w tłumie.
Tworzy różne rodzaje prezentacji wizualnych, od kolorowych fotografii wielkiego formatu, poprzez instalacje ekranów i wyświetlanie slajdów i projekcji filmowych do instalacji tablic reklamowych i wielkiego formatu instalacji okiennych na fasadach budynków.
Jego obiektyw zamraża i destyluje przepływ codzienności, ruch wielkomiejskiego tłumu, odzwierciedla rzeczywistość kolejnego dnia z jak najbardziej antropocentrycznej perspektywy. Za pomocą teleobiektywu Streuli robi zdjęcia z zaskoczenia, przenosząc fotografowane osoby w pobliże pola widzenia, rozpościerając wokół nich ikonową aureolę wykraczającą poza zwyczajność przedstawianych obrazów. Mimo że postacie pozostają anonimowe, równe w oku obiektywu, wyłania się sens i różnorodność pojedynczego istnienia. Widzowie, poprzez fakt dzielenia przestrzeni publicznej, zostają wciągnięci w stan obserwowania i bycia obserwowanym, poruszania się i zwracania uwagi.

## Wybrane Wystawy

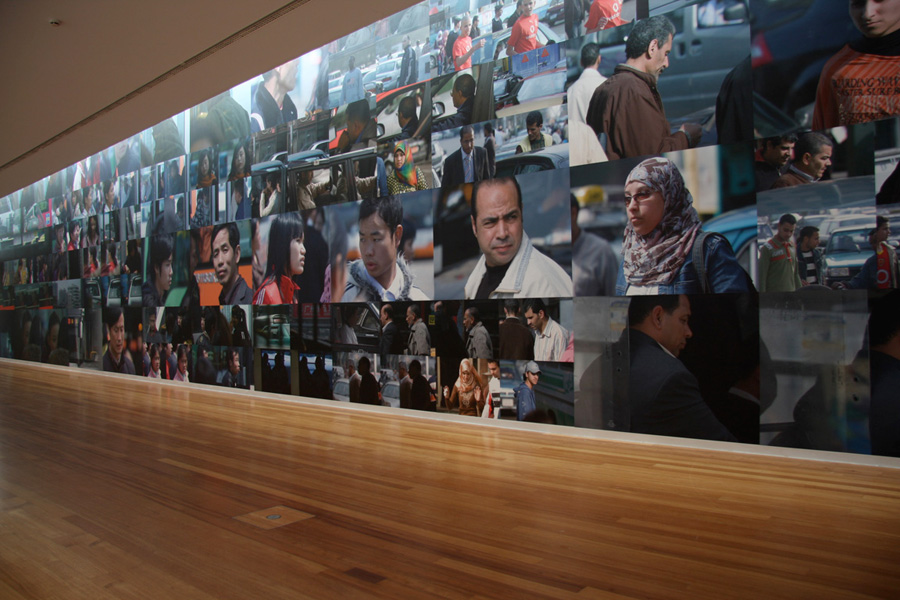
'Guangzhou, Cairo, Sao Paulo 08', instalacja w Mac’s Musée d’Art Contemporain, Grand-Hornu, Belgia 2008

- 1997 Tate Gallery, Londyn (indywidualna)
- 1998 Muzeum sztuki współczesnej w Barcelonie (indywidualna), Biennale w Sydney
- 1999 Muzeum sztuki współczesnej w Chicago, Museum für Moderne Kunst, Frankfort
- 2000 Stedelijk Museum, Amsterdam (indywidualna)
- 2002 Palais de Tokyo, Paryż (indywidualna)
- 2004 Centro Gallego de Arte Contemporáneo, Santiago de Compostela
- 2005 Triennale Yokohamy, Jokohama, Biennale w Szardży
- 2006 Bunkier Sztuki, Kraków (indywidualna), University of Massachusetts, University Gallery, Amherst (indywidualna), Dogenhaus Galerie, Lipsk (indywidualna), Galerie Wilma Tolksdorf, Berlin (indywidualna)
- 2007 National Gallery of Victoria, 'Guggenheim Collection: 1940s to Now – New York-Venice-Bilbao-Berlin’, Melbourne, Galerie Eva Presenhuber, Zurych (indywidualna), Galerie Conrads, Düsseldorf (indywidualna), Museum der bildenden Künste, Lipsk (indywidualna)
- 2008 Mac’s, Musée d’Art Contemporain, Le Grand-Hornu, Belgia (indywidualna), ‘Fluid Street’, Kiasma, Helsinki, 'An Urban History of Photography’, Tate Modern, Londyn, ‘Objectivités’ Musée d’Art Moderne de la Ville de Paris.
- 2010 Galerie Erna Hécey (indywidualna), Bruksela, Murray Guy, Nowy Jork (indywidualna)